# Jitaúna
Jitaúna là một đô thị thuộc bang Bahia, Brasil. Đô thị này có diện tích 332,805 km², dân số năm 2007 là 16871 người, mật độ 50,69 người/km².